# گوتیک جنوبی
گوتیک جنوبی یکی از زیرشاخه‌های ادبیات گوتیک است که ماجراهایش در جنوب آمریکا اتفاق می‌افتد.
مضمون‌های رایج در ادبیات گوتیک جنوبی شامل شخصیت‌های شدیدا مشکل‌دار، مشکل‌زا یا نامتعارف که چه بسا در موقعیت‌های مرتبط با سحر و جادو، مکان‌های رو به زوال یا متروکه، موقعیت‌های گروتسک، و دیگر رخدادهای شوم مرتبط با فقر، ازخودبیگانگی، جرم، یا خشونت حضور داشته باشند.